# Simonésia
Simonésia é um município brasileiro do estado de Minas Gerais. Sua população recenseada em 2022 era de 19 750 habitantes.

## História e toponímia
O distrito foi criado em 1875 com a denominação de São Lourenço de Manhuaçu no município de Ponte Nova. Em 1877 o distrito é elevado a categoria de município com o nome de São Simão, mas em 1880 a sede do município é transferida para Manhuaçu e São Simão passa a ser seu distrito. 
O distrito foi elevado à categoria de município pelo Decreto-Lei n° 1.058 de 31 de dezembro de 1943, recebendo a denominação de Simonésia, lembrando o padroeiro São Simão, com o território sendo desmembrado de Manhuaçu.
O município é constituído atualmente pela sede e por dois distritos, Alegria e São Simão do Rio Preto.

## Geografia
Simonésia está na zona da mata do Estado de Minas Gerais, sua principal fonte de economia é a produção de café, o que vem diversificando durante os anos.

### Principais bairros
- Bom Sucesso
- Centro
- Nossa Senhora Aparecida
- Bela Vista
- São Geraldo
- Santo Antônio
- Jardins
- Vista Linda